# Travail à mi-temps
Cet article court présente un sujet plus développé dans : Travail à temps partiel.
Un travail à mi-temps est un travail pour lequel l’employé a un temps de travail approximativement égal à la moitié du temps de travail « standard » du pays concerné.
Il existe des réglementations particulières pour le mi-temps thérapeutique dans certains pays[Lesquelles ?] par exemple. 